# Борково-Косьцельне
Борково-Косьцельне (пол. Borkowo Kościelne) — село в Польщі, у гміні Серпць Серпецького повіту Мазовецького воєводства.
Населення — 546 осіб (2011).
У 1975-1998 роках село належало до Плоцького воєводства.

## Демографія
Демографічна структура станом на 31 березня 2011 року:
|          | Загалом | Допрацездатний вік | Працездатний вік | Постпрацездатний вік |
| -------- | ------- | ------------------ | ---------------- | -------------------- |
| Чоловіки | 277     | 62                 | 185              | 30                   |
| Жінки    | 269     | 58                 | 152              | 59                   |
| Разом    | 546     | 120                | 337              | 89                   |